# Adolf Zeising
Adolf Zeising, född den 24 september 1810 i Ballenstedt, död den 27 april 1876 i München, var en tysk estetiker.
Zeising var gymnasialprofessor i Bernburg och bosatte sig sedan först i Leipzig, slutligen i München. Som estetiker utgick han från Hegel, från vilken han dock i principiella punkter avvek, liksom han kritiserade flera av Vischers estetiska åsikter, till exempel om det sublima och det tragiska. Skönheten är enligt Zeising "den såsom företeelse uppfattade fullkomligheten", och estetiken har till sin uppgift att visa, "att och genom vilka medel även det ändliga mitt i sin ändlighet kan förete sig som konformt med det oändliga och hur även de vid rum och tid bundna företeelserna gudomens allestädes närvarande och eviga vara kan uppenbara sig". Då han därvid till stor del utgick från analys av i verkligheten givna sköna föremål, har han i viss mån blivit en föregångare till den empiriska riktning inom den tyska estetiken, vars egentlige grundläggare Fechner är. 
Zeising ansåg sig ha upptäckt det så kallade "gyllene snittets" estetiska betydelse såsom vid sidan av symmetrin uttrycket för en af skönhetens viktigaste proportionslagar. Han ansåg sig ha konstaterat denna lags tillämpning som skönhetsregel för den mänskliga kroppen i längd och bredd (vid delningen av hela kroppslängden i överkropp och nedre kroppsdel proportionell för män 8 + 5, för kvinnor 5 + 3; vid delningen av den sistnämnda vid knäleden proportionen 381 + 236; vid delningen av överkroppen vid struphuvudet 236 + 145 och så vidare), för växternas struktur, för kroppsbyggnaden hos sköna djur, för proportionerna inom klassiska alster inom byggnadskonsten och för harmonien hos de mest tillfredsställande musikaliska ackorden (durtvåklangen motsvarar de manliga proportionerna, molltvåklangen de kvinnliga). Dock anser han inte denna lag vara den högsta formella skönhetslagen. Visserligen är man därvid inte som vid symmetrin tyranniserad av likhetens princip, men man är dock inte fullt fri, då man ännu är innesluten inom bestämda rumsgränser. 
Högre står den skönhet, där det inre yttrar sig som självproducerande i den yttre företeelsen och denna därför blir uttrycksfull. Därför finner vi inte den mänskliga kroppen skönast, när vi ser den rakt framifrån och de båda sidornas symmetri fullt gör sig gällande, utan vi ser den hellre halvt från sidan eller i sådan ställning av kroppsdelarna, att symmetrin framträder mindre tydligt; och likaledes ter sig en byggnad ofta bäst med en utsiktspunkt, från vilken dess regelbundenhet inte gör sig för mycket gällande. Rörelsens, individualitetens och självverksamhetens karakteristiska uttryck göra därvid proportionerna liksom flytande och levande. Sina estetiska åsikter framställde Zeising i Neue Lehre von den Proportionen des menschlichen Körpers (1854), Æsthetische Forschungen (1855) och Die Metamorphosen in den Verhältnissen der menschlichen Gestalt (1860). Därjämte utgav han Religion und Wissenschaft, Staat und Kirche (1873) samt en del romaner och sorgespel.